# Stvarno pravo
Stvarno pravo je panoga civilnega prava, ki ureja pravice na stvari oz., drugače rečeno, razmerja med ljudmi glede na stvar in s tem premoženjska razmerja med posamezniki.  Najbolj tipična stvarna pravica je lastninska pravica.
Pravice stvarnega prava so bistvene za urejena pravna razmerja v družbi, zato so nekatera pravila veljavna na načelni ravni, četudi so znane izjeme. 
Vsaka stvarna pravica mora obstajati in biti določena z zakonom. Predmet pravice je le individualno določena stvar, ki je sposobna nastopati v pravnem prometu. Prej pridobljena pravica je močnejša od pozneje pridobljene, če si konkurirajo. Vse, kar je trajno na nepremičnini, nad ali pod njo, je sestavina nepremičnine, razen, če zakon določa drugače. Kdor se dobroverno zanese na podatke zapisane v zemljiško knjigo,ne sme trpeti škodljivih posledic, četudi to pomeni poseg v pravico drugega. Določeni zunanji znaki (publicitetni znaki) kažejo na obstoj pravice stvarnega prava. Pravice je treba uresničevati v skladu z njihovo naravo in namenom in pri tem spoštovati pravice drugih.
Državni organi se ukvarjajo z lastninsko strukturo in oblikovanjem prostora, a z zakonodajo lahko izoblikujejo le zakoniti okvir za poseg v lastninsko pravico. Tako je pomembno omejevanje lastninske pravice, kategoriziranje zemljišč, pridobivanje zamljišč od tujcev, način razlastitve in opredelitev javnega dobra. 
So oblastvene in izključujoče po naravi, saj izhajajo iz varovanja posega v samo stvarno pravico. 
Bistveno za stvarno pravico je, da je vezana na stvar in ne toliko na njenega nosilca - upravičinec iz stvarne pravice. Najbolj očiten primer je zastavna pravica (stvar zavaruje dolg). Čeprav se zastavljena hiša proda in (bivši lastnik) s tem morda izpolni svoj dolg, katerega je stvarna pravica zavarovala (z možnostjo prodaje ob neizpolnitve dolžnosti), in s tem so lahko sočasno ugasne obligacijsko razmerje in prenese lastninska pravica na stvari, zastavna pravica ostane, in 'nadaljuje svoj obstoj' z novim lastnikom (torej subjektu, ki je sklenil prodajno pogodbo za prenos lastninske pravice z zastavi, upnikom kot prodajalcem, nakar pa je pridobil stvar v posest, tako da se je prenesla lastninska pravica na njega, on pa je plačal kupnino). To podobno velja za vse stvarje pravice na tuji stvari (glej spodaj).
V nasprotju z obligacijskimi razmerji (pogodbe, odškodninska razmerja ...), ki učinkujejo le med dvema strankama (med upnikom in dolžnikom), učinkuje stvarna pravica proti vsem (erga omnes). Lastninsko pravico na stvari morajo spoštovati vsi in zato stvar pustiti pri miru, v kar jih lahko lastnik tudi s tožbo (lastninska pravda) prisili. Zaradi vezanosti na stvar in erga omnes učinka pravimo, da stvarno pravo ureja pravice na stvari, tj. pravna razmerja med ljudmi glede na stvar.
Bolj na človeka vezani pravici sta lastninska pravica (katera obsega 4 temeljna upravičenja: upravičenje do posesti, rabe, pridobivanja plodov in razpolagalnega upravičenja)- dejstvo, da ima nekdo stvar voljno v svoji oblasti. Posest v resnici ni stvarna pravica, ampak pravno zavarovano stanje - pravno sicer je varovana, vendar šibkeje kot pri lastninski pravici in stvarnih pravicah na tuji stvari. Njen pomen je v pravici obrambe, domnevi posesti in hitrem posestnem sporu, glej spodaj.
Stvarno pravo je klasična pravna panoga; obstajala je že v rimskih časih. To pa zato, ker je varovala lastnino na človeku najpomembnejših rečeh (res mancipi - živina, hiša, poljedelske površine), brez katerih družina ni mogla preživeti. Pravni promet teh res mancipi (mancipacija) je bil bistveno bolj tog (občičnost) kot z ostalimi stvarmi (res nec mancipi). Podobno je danes, ko je promet z večino premičnin prost, z nepremičninami pa namerno bistveno bolj obličen in v določenih primerih izredno otežen (dedovanje kmetijskih gospodarstev, kulturna dediščina).
Bistven element stvarnega prava je narava lastnine, tj. lastninske pravice. Klasično stvarno pravo temelji na zasebni lastnini, tj. pravici posameznika uporabljati svojo stvar kot hoče, brez skoraj vsakršnih omejitev. Moderna zasebnopravna pravica je v določenem - majhnem -  obsegu omejena, npr. pri uporabi in prometu z orožjem, nevarnimi kemikalijami, odnosu lastnika nepremičnine s sosedom, itd. Nasprotno socialistične, komunistične in nekatere druge diktature vsiljujejo državno lastnino oz. družbeno lastnino, kjer je vez med uporabnikom in lastnikom (pravni naslov) pretrgana. 
Stvarne pravice so tako jedro stvarnega prava:
- lastninska pravica - najmočnejša pravica stvarnega prava, pravica uporabljati, zlorabljati in koristiti plodove stvari v skladu z določenimi, majhnimi, omejitvami
- stvarne pravice na tuji stvari
  - zastavna pravica - dolg, zavarovan z možnostjo prodaje zastavljene nepremičnine,
  - zemljiški dolg, - zastavna pravica, ustanovljena neodvisno od obstoja terjatve za katero je bila prvotno ustvarjena
  - služnosti - opustitvene obveznosti lastnika nepremičnine do nekoga drugega (mora nekaj dovoliti, trpeti, nič pa mu ni potrebno samemu storiti),
  - pravica stvarnega bremena - dajatvena/storitvena obveznost lastnika nepremičnine do nekoga drugega (lastnik mora nekaj storiti),
  - stavbna pravica - pravica graditi in imeti stavbo na nepremičnini druge osebe
  - etažna lastnina - je lastnina na posameznem delu zgradbe in solastnina skupnih delov

- (posest) - dejstvo dejanske oblasti nad stvarjo, publicitetni znak in podlaga za posestno varstvo pred motnjami

Sicer stvarno pravo sestavlja še pravila o nastanku stvari, pa o lastništvu pri spojitvi/združitvi, pa o medsosedskih odnosih ter mnogo tehničnih pravil o delovanju zemljiške knjige.
Zakon:
1. Zakon o spremembah in dopolnitvah Stvarnopravnega zakonika (SPZ-B), UL št. 23, 14. 3. 2020
2. Zakon o spremembah Stvarnopravnega zakonika (SPZ-A), UL št. 91, 5. 11. 2013 / Zakoni, obvezne razlage zakonov
3. Stvarnopravni zakonik (SPZ), UL št. 87, 17. 10. 2002 / Zakoni, obvezne razlage zakonov

Komentar in pojasnila:
1. Stvarnopravni zakonik (SPZ) z novelo SPZ-B: Razširjena uvodna pojasnila Arhivirano 2020-03-22 na Wayback Machine.. Avtorji: dr. Nina Plavšak, prof. dr. Renato Vrenčur, prof. dr. Miha Juhart. Marec 2020. Založnik Planet GV, d.o.o.
2. Lastninska pravica in etažna lastnina Arhivirano 2020-03-22 na Wayback Machine., prva knjiga Komentarja stvarnopravnega zakonika (SPZ). Zbirka Sodobno stvarno pravo. Avtorji: Dr. Nina Plavšak, Dr. Renato Vrenčur et al. Maj 2019. Založnik: Planet GV, d.o.o.
3. Zastavna pravica Arhivirano 2020-03-22 na Wayback Machine., druga knjiga Komentarja stvarnopravnega zakonika (SPZ). Zbirka Sodobno stvarno pravo. Avtorji: Dr. Nina Plavšak, Dr. Renato Vrenčur et al. Maj 2018. Založnik: Planet GV, d.o.o.
4. Služnosti, stvarno breme, stavbna pravica in druge izvedene pravice[mrtva povezava], tretja knjiga Komentarja stvarnopravnega zakonika (SPZ). Zbirka Sodobno stvarno pravo. Avtorji: Dr. Nina Plavšak, Dr. Renato Vrenčur et al. Maj 2020. Založnik: Planet GV, d.o.o.

- pravo
- posest
- zemljiška knjiga